# USS Vicksburg (CG-69)

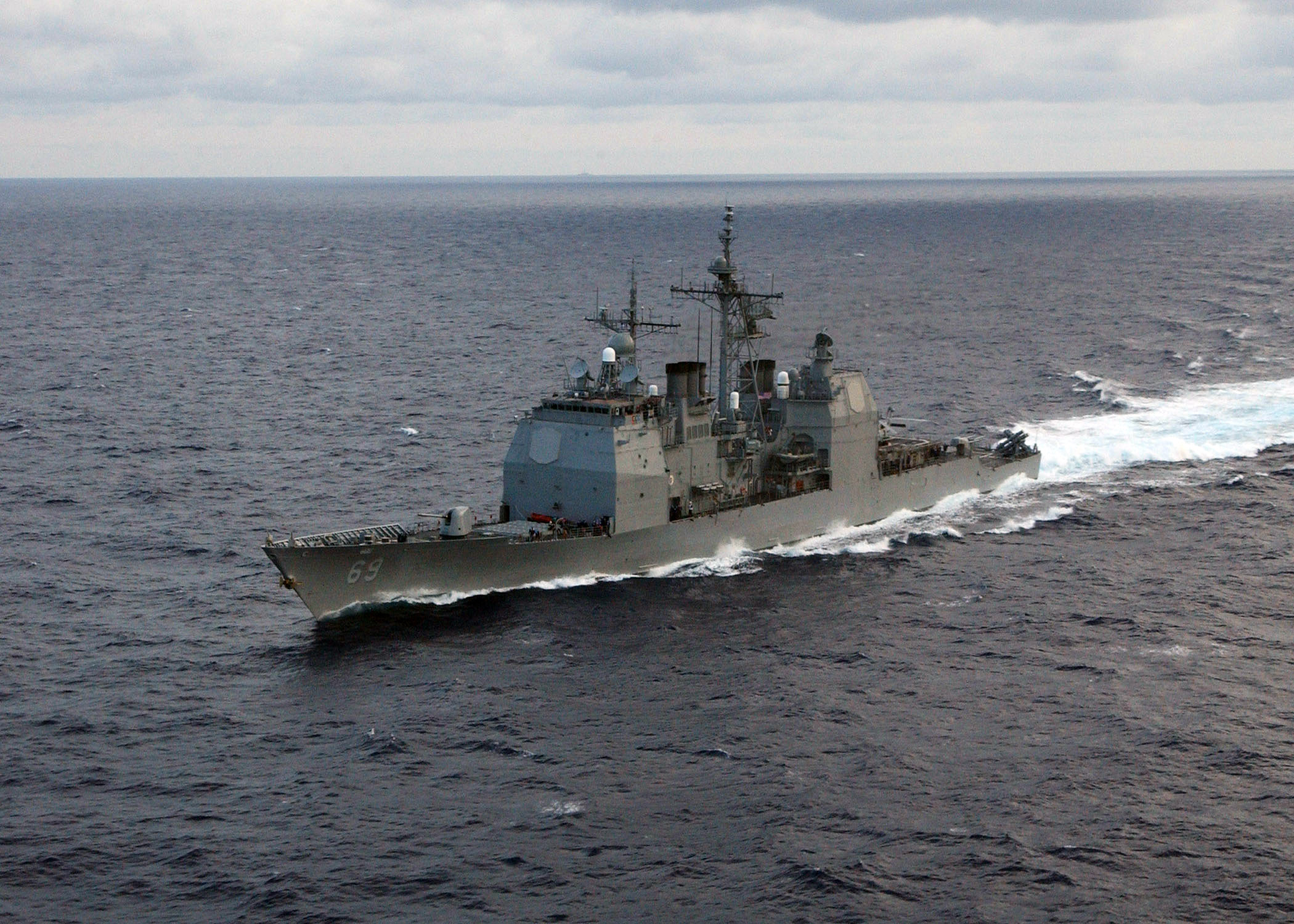
USS Vicksburg (CG-69) i Atlanten 2004.

USS Vicksburg (CG-69) är en kryssare i Ticonderoga-klass som tjänstgör i USA:s flotta. Hon är namngiven efter både belägringen av Vicksburg (som utkämpades under amerikanska inbördeskriget) och staden Vicksburg, Mississippi.
Vicksburg byggdes av Ingalls skeppsvarv, vid Pascagoula, Mississippi. Hennes köl lades ner den 30 maj 1990 och hon lanserades den 7 september 1991. Vicksburg är sponsrat av Tricia Lott, fru till amerikanska senatorn Trent Lott, som den 12 oktober 1991 döpte CG-69 till Vicksburg. Skeppet togs i tjänst 14 november 1992.
Med sina guidade missiler och snabbkanoner kan Vicksburg möta hot i luften, på havet, på land och under havet. Hon kan också bära två Sikorsky SH-60 Seahawk helikoptrar.
CG-69 fick ursprungligen benämningen Port Royal, men det ändrades under byggandet. Hon är det enda Ticonderoga-klassfartyget som har haft ett formellt namnbyte. CG-73 benämndes senare Port Royal.
Den tidigare Vicksburg var en lätt kryssare under och efter andra världskriget. CG-69s vapen har två stjärnor på en banderoll i fören som representerar de två stridsstjärnorna som tilldelats sin föregångare.